# 聖高原駅
聖高原駅（ひじりこうげんえき）は、長野県東筑摩郡麻績村漆田にある、東日本旅客鉄道（JR東日本）篠ノ井線の駅である。
特急「しなの」の一部と快速が停車する。

## 歴史
現在の駅名は、難読であった当時の駅名を駅周辺の観光開発のため改称するよう、村議会で決議され変更したものである。しかし、付近にある長野自動車道のインターチェンジの名前は麻績インターチェンジである。

### 年表
- 1900年（明治33年）11月1日：官設鉄道（のちに日本国有鉄道）篠ノ井線・篠ノ井 - 西条間の開通と同時に、麻績駅（おみえき）として開業[3]。旅客・貨物の取り扱いを開始[1]。
- 1976年（昭和51年）4月1日：周辺の聖高原にちなんで、聖高原駅（ひじりこうげんえき）に改称[3]。
- 1982年（昭和57年）10月31日：貨物の取り扱いを廃止[4]。
- 1984年（昭和59年）2月1日：荷物の扱いを廃止[1]。
- 1987年（昭和62年）4月1日：国鉄分割民営化により、JR東日本の駅となる[1]。
- 2016年（平成28年）6月1日：管理駅が明科駅から松本駅に変更。
- 2022年（令和4年）
  - 3月30日：みどりの窓口の営業を終了[5]。
  - 4月1日：簡易委託化[2]。
- 2025年（令和7年）
  - 2月以降：駅番号にSN 11を設定[6]。
  - 3月15日：ICカード「Suica」の利用が可能となる[7][8]。東京近郊区間に編入される[7]。

## 駅構造
単式ホーム1面1線と島式ホーム1面2線、計2面3線のホームを有する地上駅である。ホーム間の移動は跨線橋を利用する。留置線を有する。ホーム上に待合室と大きな仏像（聖観世音菩薩像）がある。
麻績村が受託する松本駅管理の簡易委託駅である。駅舎内には、簡易Suica改札機（入出場両用）のほか、ホームへのスロープと待合室を有する。かつては自動券売機を設置していたが、現在は撤去されている。

### のりば
| 番線 | 路線     | 方向 | 行先     |
| ---- | -------- | ---- | -------- |
| 1    | 篠ノ井線 | 下り | 長野方面 |
| 2・3 | 篠ノ井線 | 上り | 松本方面 |

- 3番線は一部が使用する。

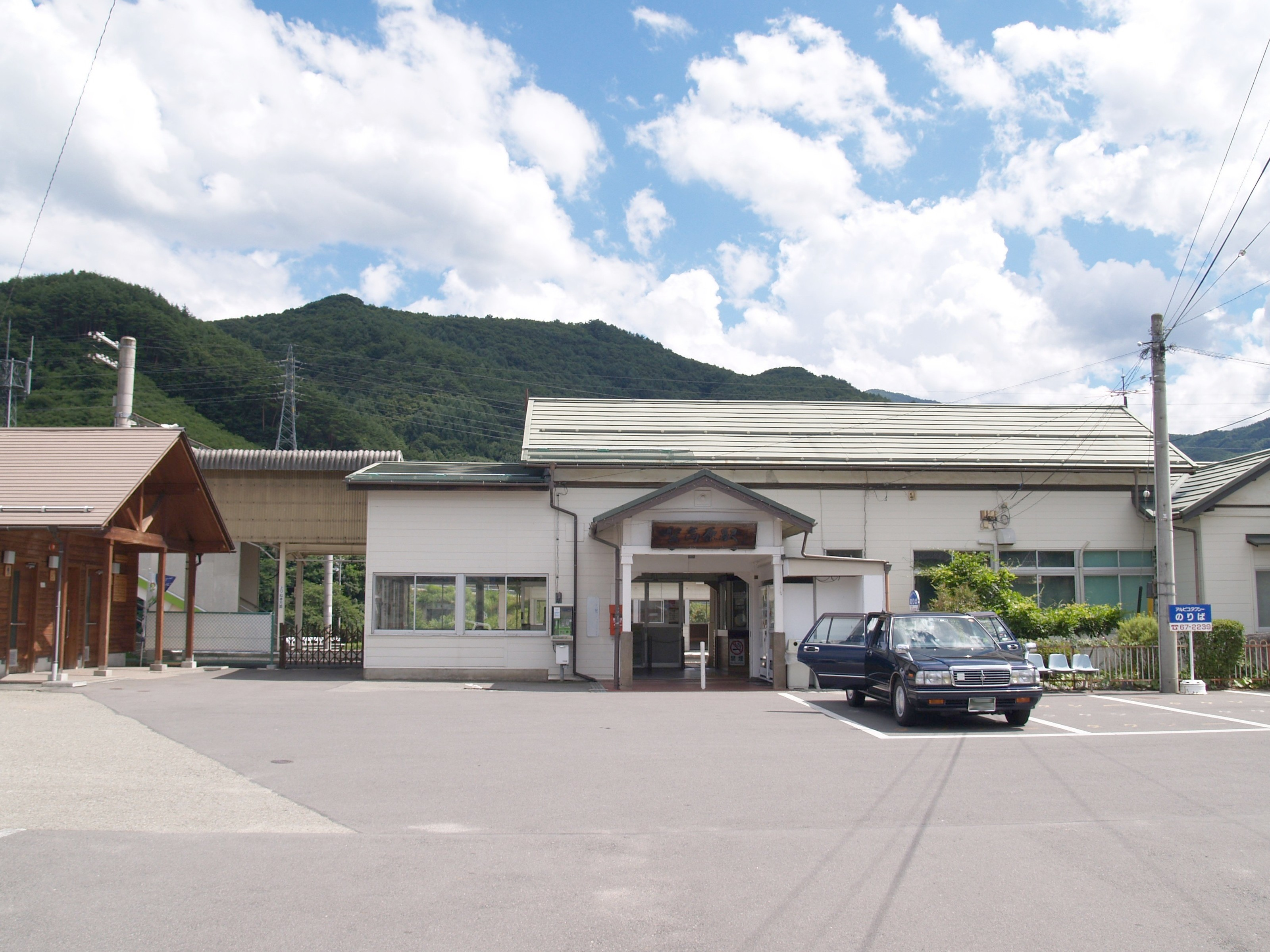
旧駅舎（2010年8月）
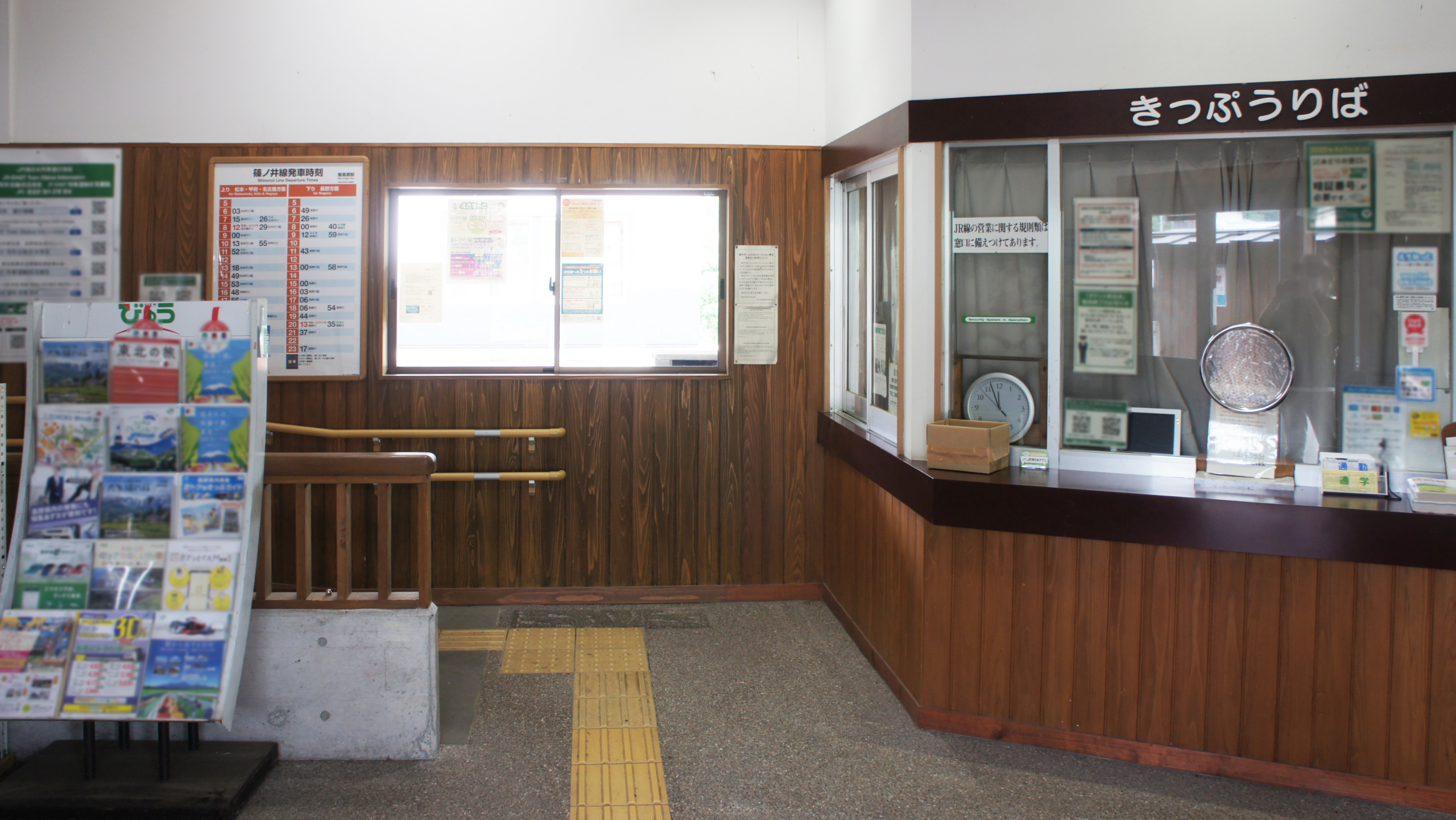
改札口（2021年7月）
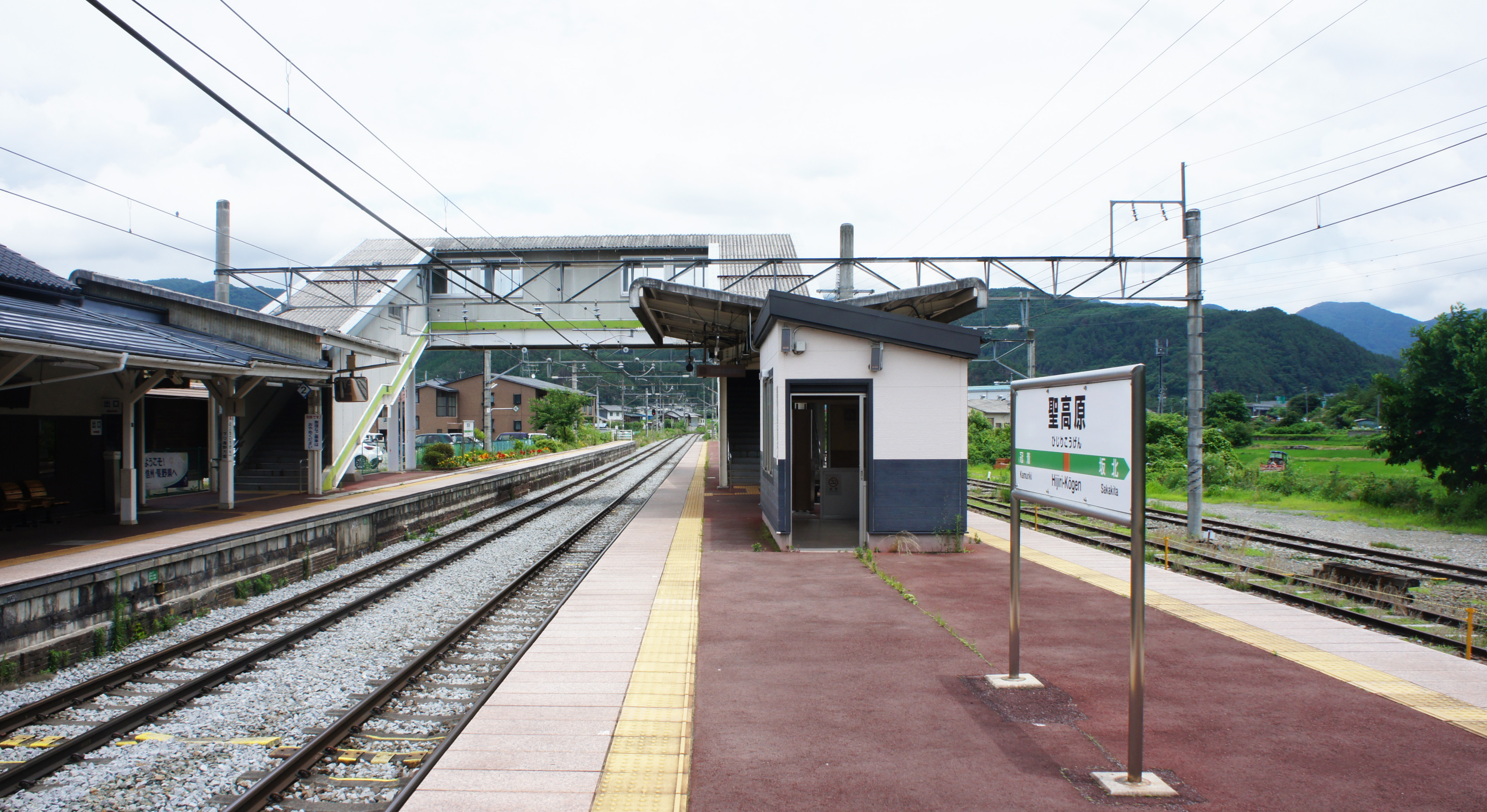
ホーム（2021年7月）

## 利用状況
JR東日本によると、2023年度（令和5年度）の1日平均乗車人員は208人である。
2000年度（平成12年度）以降の推移は以下のとおりである。
| 1日平均乗車人員推移 | 1日平均乗車人員推移 | 1日平均乗車人員推移 | 1日平均乗車人員推移 | 1日平均乗車人員推移 |
| 年度                | 定期外              | 定期                | 合計                | 出典                |
| ------------------- | ------------------- | ------------------- | ------------------- | ------------------- |
| 2000年（平成12年）  |                     |                     | 454                 | [ 利用客数 2 ]      |
| 2001年（平成13年）  |                     |                     | 445                 | [ 利用客数 3 ]      |
| 2002年（平成14年）  |                     |                     | 426                 | [ 利用客数 4 ]      |
| 2003年（平成15年）  |                     |                     | 398                 | [ 利用客数 5 ]      |
| 2004年（平成16年）  |                     |                     | 383                 | [ 利用客数 6 ]      |
| 2005年（平成17年）  |                     |                     | 358                 | [ 利用客数 7 ]      |
| 2006年（平成18年）  |                     |                     | 346                 | [ 利用客数 8 ]      |
| 2007年（平成19年）  |                     |                     | 338                 | [ 利用客数 9 ]      |
| 2008年（平成20年）  |                     |                     | 361                 | [ 利用客数 10 ]     |
| 2009年（平成21年）  |                     |                     | 347                 | [ 利用客数 11 ]     |
| 2010年（平成22年）  |                     |                     | 315                 | [ 利用客数 12 ]     |
| 2011年（平成23年）  |                     |                     | 300                 | [ 利用客数 13 ]     |
| 2012年（平成24年）  | 81                  | 221                 | 302                 | [ 利用客数 14 ]     |
| 2013年（平成25年）  | 78                  | 224                 | 302                 | [ 利用客数 15 ]     |
| 2014年（平成26年）  | 79                  | 204                 | 284                 | [ 利用客数 16 ]     |
| 2015年（平成27年）  | 80                  | 230                 | 311                 | [ 利用客数 17 ]     |
| 2016年（平成28年）  | 74                  | 230                 | 305                 | [ 利用客数 18 ]     |
| 2017年（平成29年）  | 69                  | 216                 | 286                 | [ 利用客数 19 ]     |
| 2018年（平成30年）  | 64                  | 216                 | 281                 | [ 利用客数 20 ]     |
| 2019年（令和元年）  | 57                  | 197                 | 254                 | [ 利用客数 21 ]     |
| 2020年（令和02年）  | 30                  | 188                 | 219                 | [ 利用客数 22 ]     |
| 2021年（令和03年）  | 34                  | 162                 | 197                 | [ 利用客数 23 ]     |
| 2022年（令和04年）  | 33                  | 164                 | 197                 | [ 利用客数 24 ]     |
| 2023年（令和05年）  | 38                  | 170                 | 208                 | [ 利用客数 1 ]      |

## 駅周辺
駅名の聖高原は、当駅から東へ約5 km離れた山奥である。
- 麻績村役場[3]
- 麻績宿[3]
- 国道403号
- 長野県道429号聖高原停車場線
- 長野県道12号丸子信州新線
- 長野自動車道 麻績インターチェンジ
- 麻績郵便局
- 松本信用金庫筑北支店
- JA松本ハイランド麻績支所
- 麻績神明宮（重要文化財）
- 福満寺（重要文化財）
- 法善寺 信濃三十三観音霊場1番札所
- 宗善寺 信濃三十三観音霊場2番札所
- 岩井堂 信濃三十三観音霊場3番札所
- 麻績城跡 - 県指定史跡
- 麻績保育園
- 麻績村立麻績小学校
- 麻績村立筑北中学校

### バス路線
- 筑北村営バス：青木線・冠着線
- 麻績村営バス：樺内線・滑沢線・聖高原線

## 隣の駅
東日本旅客鉄道（JR東日本）
 篠ノ井線
- 特急「しなの」一部停車駅

□快速
明科駅 (SN 08) - 西条駅 (SN 09)* - 坂北駅 (SN 10)* - 聖高原駅 (SN 11) - 稲荷山駅 (SN 14)
*:一部の快速列車は、西条駅および坂北駅を通過する。
■普通（「みすず」含む）
坂北駅 (SN 10) - 聖高原駅 (SN 11) - 冠着駅 (SN 12)

### 記事本文
1. 1 2 3 4  石野哲 編『停車場変遷大事典 国鉄・JR編 II』（初版）JTB、1998年10月1日、206頁。ISBN 978-4-533-02980-6。
2. 1 2  『広報麻績』（PDF）154号、麻績村、2022年5月2日、5頁。オリジナルの2022年5月6日時点におけるアーカイブ。2022年5月15日閲覧。
3. 1 2 3 4 5  信濃毎日新聞社出版部 編『長野県鉄道全駅』（増補改訂版）信濃毎日新聞社、2011年7月24日、86頁。ISBN 9784784071647。
4. ↑  「日本国有鉄道公示第142号」『官報』1982年10月30日。
5. 1 2  “駅の情報（聖高原駅）：JR東日本”.   東日本旅客鉄道. 2022年3月9日時点のオリジナルよりアーカイブ。2022年3月9日閲覧。
6. ↑  『JR東日本長野支社管内へ「駅ナンバリング」を拡大します』（PDF）（プレスリリース）東日本旅客鉄道長野支社、2024年12月13日。オリジナルの2024年12月13日時点におけるアーカイブ。2024年12月16日閲覧。
7. 1 2 3  『2025年3月15日（土）長野県のSuica利用がますます便利になります』（PDF）（プレスリリース）東日本旅客鉄道長野支社、2024年12月13日。オリジナルの2024年12月13日時点におけるアーカイブ。2024年12月16日閲覧。
8. ↑  『長野県におけるSuicaご利用駅の拡大について』（PDF）（プレスリリース）東日本旅客鉄道長野支社、2023年6月20日。オリジナルの2023年6月20日時点におけるアーカイブ。2023年6月20日閲覧。
9. 1 2  “JR東日本：駅構内図・バリアフリー情報（聖高原駅）”.   東日本旅客鉄道. 2025年5月12日閲覧。

### 利用状況
1. 1 2  “各駅の乗車人員（2023年度）”.   東日本旅客鉄道. 2024年7月20日閲覧。
2. ↑  “各駅の乗車人員（2000年度）”.   東日本旅客鉄道. 2019年3月27日閲覧。
3. ↑  “各駅の乗車人員（2001年度）”.   東日本旅客鉄道. 2019年3月27日閲覧。
4. ↑  “各駅の乗車人員（2002年度）”.   東日本旅客鉄道. 2019年3月27日閲覧。
5. ↑  “各駅の乗車人員（2003年度）”.   東日本旅客鉄道. 2019年3月27日閲覧。
6. ↑  “各駅の乗車人員（2004年度）”.   東日本旅客鉄道. 2019年3月27日閲覧。
7. ↑  “各駅の乗車人員（2005年度）”.   東日本旅客鉄道. 2019年3月27日閲覧。
8. ↑  “各駅の乗車人員（2006年度）”.   東日本旅客鉄道. 2019年3月27日閲覧。
9. ↑  “各駅の乗車人員（2007年度）”.   東日本旅客鉄道. 2019年3月27日閲覧。
10. ↑  “各駅の乗車人員（2008年度）”.   東日本旅客鉄道. 2019年3月27日閲覧。
11. ↑  “各駅の乗車人員（2009年度）”.   東日本旅客鉄道. 2019年3月27日閲覧。
12. ↑  “各駅の乗車人員（2010年度）”.   東日本旅客鉄道. 2019年3月27日閲覧。
13. ↑  “各駅の乗車人員（2011年度）”.   東日本旅客鉄道. 2019年3月27日閲覧。
14. ↑  “各駅の乗車人員（2012年度）”.   東日本旅客鉄道. 2019年3月27日閲覧。
15. ↑  “各駅の乗車人員（2013年度）”.   東日本旅客鉄道. 2019年3月27日閲覧。
16. ↑  “各駅の乗車人員（2014年度）”.   東日本旅客鉄道. 2019年3月27日閲覧。
17. ↑  “各駅の乗車人員（2015年度）”.   東日本旅客鉄道. 2019年3月27日閲覧。
18. ↑  “各駅の乗車人員（2016年度）”.   東日本旅客鉄道. 2019年3月27日閲覧。
19. ↑  “各駅の乗車人員（2017年度）”.   東日本旅客鉄道. 2019年3月27日閲覧。
20. ↑  “各駅の乗車人員（2018年度）”.   東日本旅客鉄道. 2019年7月11日閲覧。
21. ↑  “各駅の乗車人員（2019年度）”.   東日本旅客鉄道. 2020年7月13日閲覧。
22. ↑  “各駅の乗車人員（2020年度）”.   東日本旅客鉄道. 2021年7月24日閲覧。
23. ↑  “各駅の乗車人員（2021年度）”.   東日本旅客鉄道. 2022年8月7日閲覧。
24. ↑  “各駅の乗車人員（2022年度）”.   東日本旅客鉄道. 2023年7月11日閲覧。